# Qualificatórias para a Liga dos Campeões da Europa de Voleibol Feminino de 2017-18
A qualificação para o torneio principal da Liga dos Campeões da Europa de Voleibol Feminino de 2017-18 foi realizada desde 17 de outubro a 11 de novembro de 2017. Catorze equipes participaram desta etapa.Durante a qualificação, os vencedores continuaram avançando até que as 4 últimas equipes se juntaram às 12 equipes que já conquistaram a vaga direta a fase principal, conforme o ranqueamento obtido nas Copas Europeias. Todas as 10 equipes que não avançaram na qualificação foram distribuídas na Copa CEV de 2017–18.

## Equipes participantes
| Posição | País                 | Vagas | Equipe (s)                 |
| ------- | -------------------- | ----- | -------------------------- |
| 1       | Turquia              | 1     | VakıfBank SK Istanbul2     |
| 2       | Rússia               | 1     | Yenisei Krasnoyarsk2       |
| 3       | Polónia              | 1     | Developres Rzeszów1        |
| 7       | Itália               | 1     | Imoco Volley Conegliano1   |
| 8       | França               | 1     | Rocheville Le Cannet1      |
| 12      | Bélgica              | 1     | Asterix Avo Beveren1       |
| 13      | Finlândia            | 1     | LP Salo1                   |
| 14      | Eslovênia            | 1     | Nova KBM Branik Maribor1   |
| 17      | Israel               | 1     | Hapoel Kfar Saba1          |
| 18      | Países Baixos        | 1     | Sliedrecht Sport1          |
| 19      | Hungria              | 1     | Linamar-Békéscsabai RSE1   |
| 20      | Bielorrússia         | 1     | Minčanka Minsk1            |
| 23      | Bósnia e Herzegovina | 1     | ŽOK Bimal-Jedinstvo Brčko1 |
| 28      | Bulgária             | 1     | Maritza Plovdivo1          |

1.↑ Ingressou na Segunda fase.
2.↑ Ingressou na Terceira fase.

## Segunda fase
Nesta etapa participaram 12 equipes.Os vencedores avançaram a Terceira fase e os eliminados foram distribuídos no Playoff 16 da Copa CEV de Voleibol Feminino de 2017-18
| Equipe 1                  | Total | Equipe 2                | 1.º jogo | 2.º jogo    |
| ------------------------- | ----- | ----------------------- | -------- | ----------- |
| Hapoel Kfar Saba          | 1–6   | Developres Rzeszów      | 1–3      | 0–3         |
| Linamar-Békéscsabai RSE   | 0–6   | Imoco Volley Conegliano | 0–3      | 0–3         |
| Minčanka Minsk            | 6–4   | Rocheville Le Cannet    | 3–2      | 3–2         |
| Sliedrecht Sport          | 6–3   | Asterix Avo Beveren     | 3–2      | 3–1         |
| Maritza Plovdivo          | 4–41  | LP Salo                 | 3–1      | 1–3 (15–12) |
| ŽOK Bimal-Jedinstvo Brčko | 0–6   | Nova KBM Branik Maribor | 0–3      | 0–3         |

1.↑ Golden set

### Jogos de ida
| Data   | Hora  |                           | Placar |                         | Set 1 | Set 2 | Set 3 | Set 4 | Set 5 | Total   | Relatório |
| ------ | ----- | ------------------------- | ------ | ----------------------- | ----- | ----- | ----- | ----- | ----- | ------- | --------- |
| 17 out | 19:30 | Hapoel Kfar Saba          | 1–3    | Developres Rzeszów      | 20–25 | 28–30 | 32–30 | 13–25 |       | 93–110  | 93–110    |
| 17 out | 18:00 | Linamar-Békéscsabai RSE   | 0–3    | Imoco Volley Conegliano | 4–25  | 10–25 | 17–25 |       |       | 31–75   | 31–75     |
| 17 out | 20:00 | Rocheville Le Cannet      | 2–3    | Minčanka Minsk          | 22–25 | 27–25 | 25–22 | 26–28 | 13–15 | 113–115 | 113–115   |
| 17 out | 19:00 | Sliedrecht Sport          | 3–2    | Asterix Avo Beveren     | 25–19 | 25–23 | 24–26 | 23–25 | 15–13 | 112–106 | 112–106   |
| 17 out | 19:00 | ŽOK Bimal-Jedinstvo Brčko | 0–3    | Nova KBM Branik Maribor | 17–25 | 13–25 | 22–25 |       |       | 52–75   | 52–75     |
| 19 out | 19:00 | Maritza Plovdivo          | 3–1    | LP Salo                 | 25–18 | 25–20 | 23–25 | 25–21 |       | 98–84   | 98–84     |

### Jogos de volta
| Data   | Hora       |                         | Placar |                           | Set 1 | Set 2 | Set 3 | Set 4 | Set 5 | Total  | Relatório |
| ------ | ---------- | ----------------------- | ------ | ------------------------- | ----- | ----- | ----- | ----- | ----- | ------ | --------- |
| 21 out | 20:00      | Developres Rzeszów      | 3–0    | Hapoel Kfar Saba          | 25–21 | 25–19 | 25–15 |       |       | 75–55  | 75–55     |
| 21 out | 20:35      | Imoco Volley Conegliano | 3–0    | Linamar-Békéscsabai RSE   | 25–11 | 25–10 | 25–15 |       |       | 75–36  | 75–36     |
| 21 out | 17:00      | Minčanka Minsk          | 3–2    | Rocheville Le Cannet      | 25–21 | 25–12 | 21–25 | 22–25 | 18–16 | 111–99 | 111–99    |
| 21 out | 19:30      | Asterix Avo Beveren     | 1–3    | Sliedrecht Sport          | 25–13 | 24–26 | 21–25 | 17–25 |       | 87–89  | 87–89     |
| 21 out | 18:00      | Nova KBM Branik Maribor | 3–0    | ŽOK Bimal-Jedinstvo Brčko | 25–17 | 25–21 | 25–16 |       |       | 75–54  | 75–54     |
| 25 out | 19:00      | LP Salo                 | 3–1    | Maritza Plovdivo          | 14–25 | 25–22 | 26–24 | 25–19 |       | 90–90  | 90–90     |
| -->    | Golden set | LP Salo                 | 0–1    | Maritza Plovdivo          | 12–15 | -     | -     | -     | -     | 12–15  | 12–15     |

## Terceira fase
Nesta etapa participaram 8 equipes.Os vencedores avançaram a Torneio principal da Liga dos Campeões 2017-18 e os eliminados foram distribuídos no Playoff 16 da Copa CEV de Voleibol Feminino de 2017-18
| Equipe 1                | Total | Equipe 2                | 1.º jogo | 2.º jogo    |
| ----------------------- | ----- | ----------------------- | -------- | ----------- |
| Minčanka Minsk          | 0–6   | VakıfBank SK Istanbul   | 0–3      | 0–3         |
| Maritza Plovdivo        | 5–51  | Yenisei Krasnoyarsk     | 2–3      | 3–2 (15–11) |
| Nova KBM Branik Maribor | 2–6   | Developres Rzeszów      | 1–3      | 1–3         |
| Sliedrecht Sport        | 0–6   | Imoco Volley Conegliano | 0–3      | 0–3         |

1.↑ Golden set

### Jogos de ida
| Data  | Hora  |                         | Placar |                         | Set 1 | Set 2 | Set 3 | Set 4 | Set 5 | Total   | Relatório |
| ----- | ----- | ----------------------- | ------ | ----------------------- | ----- | ----- | ----- | ----- | ----- | ------- | --------- |
| 7 nov | 17:00 | Minčanka Minsk          | 0–3    | VakıfBank SK Istanbul   | 17–25 | 20–25 | 27–29 |       |       | 64–79   | 64–79     |
| 7 nov | 18:00 | Maritza Plovdivo        | 2–3    | Yenisei Krasnoyarsk     | 25–21 | 25–18 | 22–25 | 20–25 | 14–16 | 106–105 | 106–105   |
| 7 nov | 20:00 | Nova KBM Branik Maribor | 1–3    | Developres Rzeszów      | 22–25 | 25–23 | 23–25 | 22–25 |       | 92–98   | 92–98     |
| 7 nov | 19:00 | Sliedrecht Sport        | 0–3    | Imoco Volley Conegliano | 15–25 | 23–25 | 21–25 |       |       | 59–75   | 59–75     |

### Jogos de volta
| Data   | Hora       |                         | Placar |                         | Set 1 | Set 2 | Set 3 | Set 4 | Set 5 | Total   | Relatório |
| ------ | ---------- | ----------------------- | ------ | ----------------------- | ----- | ----- | ----- | ----- | ----- | ------- | --------- |
| 11 nov | 17:00      | VakıfBank SK Istanbul   | 3–0    | Minčanka Minsk          | 25–21 | 25–16 | 25–16 |       |       | 75–53   | 75–53     |
| 11 nov | 17:00      | Yenisei Krasnoyarsk     | 2–3    | Maritza Plovdivo        | 25–20 | 25–19 | 22–25 | 25–27 | 12–15 | 109–106 | 109–106   |
| -->    | Golden set | Yenisei Krasnoyarsk     | 0–1    | Maritza Plovdivo        | 11–15 | –     | –     | –     | –     | 11–15   | 11-15     |
| 11 nov | 18:30      | Developres Rzeszów      | 3–1    | Nova KBM Branik Maribor | 25–15 | 25–20 | 20–25 | 27–25 |       | 97–85   | 97–85     |
| 11 nov | 20:30      | Imoco Volley Conegliano | 3–0    | Sliedrecht Sport        | 25–10 | 25–12 | 25–7  |       |       | 75–29   | 75–29     |

## Promoç̴ões
| Posição | País                 | Equipe                    | Promoção                       |
| ------- | -------------------- | ------------------------- | ------------------------------ |
| 1       | Turquia              | VakıfBank SK Istanbul     | Grupo D da Liga dos Campeões   |
| 2       | Rússia               | Yenisei Krasnoyarsk       | Playoff 16 da Copa CEV 2017-18 |
| 3       | Polónia              | Developres Rzeszów        | Grupo A da Liga dos Campeões   |
| 7       | Itália               | Imoco Volley Conegliano   | Grupo B da Liga dos Campeões   |
| 8       | França               | Rocheville Le Cannet      | Playoff 16 da Copa CEV 2017-18 |
| 12      | Bélgica              | Asterix Avo Beveren       | Playoff 16 da Copa CEV 2017-18 |
| 13      | Finlândia            | LP Salo                   | Playoff 16 da Copa CEV 2017-18 |
| 14      | Eslovênia            | Nova KBM Branik Maribor   | Playoff 16 da Copa CEV 2017-18 |
| 17      | Israel               | Hapoel Kfar Saba          | Playoff 16 da Copa CEV 2017-18 |
| 18      | Países Baixos        | Sliedrecht Sport          | Playoff 16 da Copa CEV 2017-18 |
| 19      | Hungria              | Linamar-Békéscsabai RSE   | Playoff 16 da Copa CEV 2017-18 |
| 20      | Bielorrússia         | Minčanka Minsk            | Playoff 16 da Copa CEV 2017-18 |
| 23      | Bósnia e Herzegovina | ŽOK Bimal-Jedinstvo Brčko | Playoff 16 da Copa CEV 2017-18 |
| 28      | Bulgária             | Maritza Plovdivo          | Grupo C da Liga dos Campeões   |